# Fender Pro Reverb
Fender Pro Reverb je gitarsko cijevno pojačalo koje je Fender proizvodio od 1965. – 1982. godine. Unatoč tome što ovaj model pojačala poluči relativno nisku efektivnu snagu (40W), svoju primjenu je našao kod glazbenika gitarista koji uz ugodno glazbeno izobličenje tona, ipak u mogućnostima pojačala teže ka tradicionalnom, čistom prepoznatljivom "Fenderovom tonu". 

## Povijest
U siječnju 1965. godine velika dionička korporacija CBS preuzela je Fender Electric Instruments Company i promijenila joj naziv u Fender Musical Instruments. Unatoč nekolicini proizvedenih i tržištu predstavljenih modela pod izvornim Fender logom, CBS je daljnju prodaju ovog modela pojačala pod tim nazivom stopirao. Zanimljivo je da su svi izvorni modeli Pro Reverba dizajnirani i proizvedeni u blackface verziji. Tek 1967. godine Fender je predstavio prvi silverface model. Sljedećih par narednih godina CBS je uradio nekoliko poluuspješnih kozmetičkih i dizajnerskih promjena na modelu, do zadnje 1976. godine s ugradbom 3Q (tropojasni ekvilajzer) i novog (umjestio cijevi) solid state ispravljača.

## Karakteristike
| Fender Pro Reverb     | Fender Pro Reverb                                                                |
| --------------------- | -------------------------------------------------------------------------------- |
| Elektronički krug     | Blackface: AA165; Silverface: AB668 i AA1069                                     |
| Cijevi u pojačalu     | 2 x 6L6GC                                                                        |
| Cijevi u pretpojačalu | normal, vibrato: 7025. fazni izmjenjivač, pokretač reverba: 12AT7 tremolo: 12AX7 |
| Dostupan              | kombo                                                                            |
| Efektivna snaga       | 40 W (kasniji modeli 70 W)                                                       |
| Efekti                | reverb i tremolo                                                                 |
| Kanali                | 2 (sa zasebnim volume)                                                           |
| Zvučnik               | 2 x 12", otpora 4 Ω, model Oxford 12L6                                           |
| Ispravljač            | cijev 5U4GB (modeli iz '78 i '79 solid state)                                    |

## Vanjske poveznice
- Fender Pro Reverb na ehow.com
- [neaktivna poveznica]
- Fender Pro Reverb na fenderguru.com